# L・ロン・ハバード

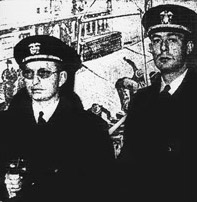
サイエントロジー教祖のL・ロン・ハバード と Thomas S. Moulton(1943年）

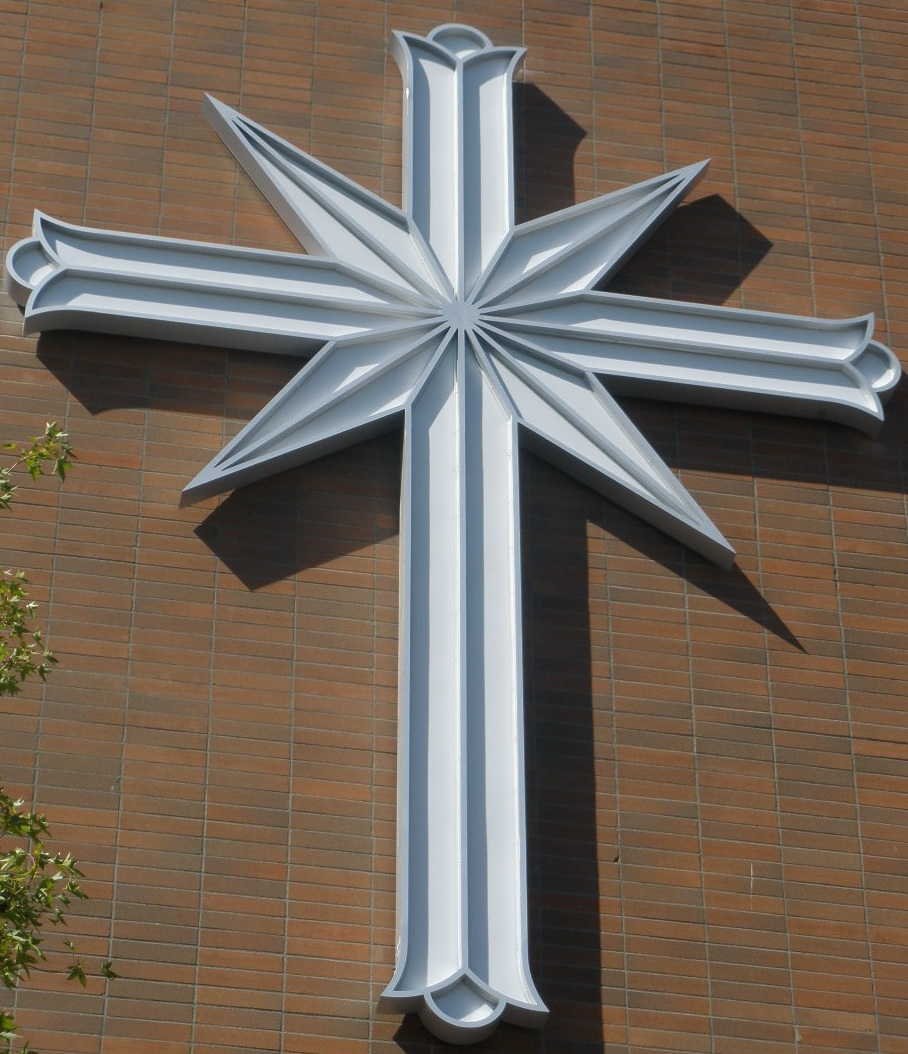
サイエントロジーの十字架

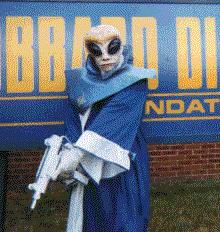
彼らサイエントロジーの敵、宇宙の邪悪な帝王とされるジヌーのコスプレをした批評家

ラファイエット・ロナルド・ハバード（Lafayette Ronald Hubbard、1911年3月13日 - 1986年1月24日）は、アメリカ合衆国の作家、哲学者、宗教家、教育家。1950年に『ダイアネティックス:心の健康の為の現代科学』を著した。更なる探究の末1954年には、独自の宗教哲学を展開。応用宗教哲学(Application philosophy of religion)サイエントロジーを創設した。ハバードの著作はサイエントロジー教会及び、ビジネス管理運営をはじめ識字能力の向上や薬物リハビリテーション、犯罪者更生プログラム等、多岐に渡る社会的人道活動に取り組む組織への指導書となっている。
ハバードは、精神医学及びそれらに付随する薬品に対しての警告を広く示唆してきた。そのことから、しばしば、精神医学、製薬会社、及びメディアを含む『資本側』からの攻撃の的となった。サイエントロジーの公式な伝記には、彼を「驚愕すべき広範にわたる分野で、敬服すべき業績の数々にちりばめられている」としている。これらの主張の多くは以前サイエントロジーの職員だった者や、サイエントロジーと関係の無い第三者たち、主に既得権益者らによる反発を含めしばしば議論されてきた。彼らは又ハバードに対してメディアを利用した様々な批判を展開してきた。

## 若年期
L.ロン・ハバードはレドラ・メイ・ハバードとハリー・ロス・ハバードの子として1911年にネブラスカ州ティルデンに生まれた。ハリー・ハバードは海軍と関係していたため、一家はハリーが新たな役職に任命されるたびに移り住まなければならなかった。カリスペル (モンタナ州)、ヘレナ (モンタナ州)、そしてモンタナの家族の牧場に住んでいた間、ハバードはシャーマンと友人になり、インディアンのブラックフット族と血盟の兄弟となる儀式をしたと主張している。ピュージェット湾に住んでいた1923年に、L.ロン・ハバードはアメリカのボーイスカウトに参加し、13歳のときに最高位のイーグル・スカウトになった。1930年、ハバードはアメリカでは最年少のイーグルスカウトとして『ワシントン・スター』に報じられた。ボーイスカウト・オブ・アメリカによると、彼らの文章はそのときアルファベット順にまとめられていただけで、年齢についての言及は無く、したがって誰が最年少かなどと言うことはできないとしている。
1927年から1929年の間、ハバードは彼の父親がアメリカ海軍の下グアムに勤務していたときに2度両親と極東へ旅行した。ハバードは海軍中佐のジョセフ・"スネーク"・トンプソン (1874–1943)に世話をされた。トンプソンはグアムに来るその前までウイーンでジークムント・フロイトと研究をし、グアムでは軍医の一員として配属されていた。彼らの友好の過程を通じて、海軍中佐は人間の心についての講義の午後をハバードと過ごした。
教会が1950年から1970年にかけて出版した伝記によると、「豊かな祖父からの経済的支援によって」ハバードはアジア中を旅し、中国北部、インド、そしてチベットで「聖人と学んだ」ことになっている。ハバードはいくつかの機会でインドに訪れたことを発言しているものの、元サイエントロジー信者で現在は著名なサイエントロジー批判者のジョン・アタックは果たしてそれが本当のことなのか論議している。ハバードは「カトリックの新修道士としてすごした後、中国西部の山中でペキンの魔法使いであるマヨ老師によってラマ僧にされた」と言った。アタックによると、ハバードの日記はアームストロング裁判において証拠として用いられたが、それらにはマヨ老師への言及も、東洋思想の影響も無かった。

## 教育
マナサス (バージニア州)においてスワベリィ予備校で学び、ウッドワード少年学校を1930年に卒業した後、ハバードはジョージ・ワシントン大学の土木工学科に入学した。そこで彼は学生新聞である『大学の斧』(The University Hatchet)の8名から成る編集者助手の1人になった。ほとんどの時間をグライダークラブ等の課外活動に割き、ハバードは大学で極端に低い評価を得た。大学の記録によると彼は2セメスターをすごす中で体育でAを、英語でBを、工学でCを、化学でDをとり、ドイツ語と微積分学で落第した。ハバードは大学から試験を課せられたにもかかわらず学問を無視し続け、物語を大学新聞や文芸誌に書く方を好んだ。2年生になっても彼は学業での失敗を繰り返し、2つのDと1つのFを微積分学と物理学の授業でとり、英語でBをとった。ハバードはたった2年で大学を去り、学位を得ることは無かった。
こうした既存の教育環境の中での彼の振る舞いについての一切は、彼自身が行ったサイエントロジーの講演記録の中で更に詳しく、ユーモラスに語られている。
第二次世界大戦の間、ハバードはプリンストンにある軍政府の海軍訓練学校の4ヶ月コースに参加した。ハバードの支持者らの中には後になって彼を核物理学者だと主張するものもあった。彼が学んだクラスの中にはアメリカ国内初である分子物理学や核物理学のカリキュラムがあり、そのクラスには、後に核爆弾を開発することとなる人間らも含まれていた。ハバードは1957年の共著『放射能のすべて』において自身を専門技術者だと主張したが、彼がそのようなことを言った事実は否定されている。
ジョージ・ワシントン大学を離れた後、ハバードは著作家と飛行士として働いた。1932年の6月、ハバードは2ヵ月半にわたり、8,000 kmの長さの「カリブ動画撮影探検」に向かった。その旅行は61メートルの、4つのマストを持つ「ドリス・ハルミン」という名の帆船を他の50人の仲間の研究者と借り切ったものだった。探検の目的は花と爬虫類の標本をミシガン大学のために採集し、海賊行動のレクリエーションと幽霊をフィルムに納めることだった。旅行は失意のうちに終わり、訪ねるはずだった16の港のうち3つにしか訪れなかった。ハバードは後にこれを「お粗末な探検と経済的な失敗」と述べている。
1940年4月19日、ハバードはニューヨーク探検家クラブの会員として認められた。その年の12月にはアメリカ財務省から法的に蒸気機関船を運転する許可を得た。1961年にはハバードは探検家クラブの旗を彼の「海の考古学探検団」のために運び、1966年には探検家クラブの旗を「ハバード地質学調査探検団」のために保管することを認められた。
1953年4月10日、ハバードはカリフォルニアのセコイア大学から「彼の卓越した業績とダイアネティックスとサイエントロジーの領域への献身を認めて」名誉博士号を授与された。それから30年後、この非公認の団体はカリフォルニア当局の調査によってメールオーダー式の「ディプロマミル」であったことが明らかとなり、カリフォルニアの法廷によって閉鎖された。

## 軍隊経歴
1941年、ハバードは海軍に入り広報課に勤務した。ハバードは軍曹に任命され、アメリカ海軍情報局に勤務した。彼はそこでもうまくいかず、いくつかの任務での困難の後、53mの駆潜軍艦を託されることになった。
1943年5月、USS PC-815のサン・ディエゴへのテスト航海をしているとき、ハバードは16km沖の「彼が信じているところの」2隻の敵の潜水艦を攻撃した。戦いは2日に及び、少なくとも他の4隻のアメリカ船と小型軟式飛行船が補強と補給のために召集された。海軍将官フランク・ジャック・フレッチャーは、当時の北西部海域前線の指揮官であったが、航行データと他の船首の発言を再調査した後、「2隻の敵の潜水艦」など、その時その場には存在しなかったと結論付けた。ハバードとその船に乗っていた将校のうちの一人トム・モウルトンは後になって「当局が結論付けた『日本の潜水艦が太平洋にいたこと』への否定は、アメリカ市民がパニックにならないように願うことに動機付けられていた」と主張した。
1943年6月、PC-815をメキシコ領コロナド諸島沖に停泊した後に、ハバードは任務を解かれた。そこで彼は無許可の銃撃訓練を行った。メキシコ政府からの公式な抗議と、命令通りに基地に戻らなかったことにより、ハバードは調査委員会にかけられた。委員会はハバードは命令を無視していたと判断し、彼に正式な警告と他の任務への左遷を罰として与えることが決定された。このことによってハバードは任期のうち3度、指導的立場を失ったので、次回の割り当てでは指揮権を与えられなかった。後になってハバードは2度指揮権を失ったことが報じられ、このことはいくつかの機会で彼の上官たちの彼に対する否定的な評判の話題であった。しかし、彼はまた賞賛も勝ち取っていて、「有能で精力的」な航海士で、「たとえ感情の起伏が激しいとしても」、「平均以上の航海士」であり、「卓越した人格と軍人としての資質を備えていた」。
1947年、ハバードは退役軍人局に精神医学の助けを求める手紙を書いた。

## 初期の著作と『ダイアネティックス』
ハバードは長編小説と、中編小説を航空誌や、スポーツ紙や、パルプ・マガジンに発表した。1933年から1938年の間、ハバードは138の作品を書き、それらはSFや冒険ものだった。1937年にハバードは初めてハードカバーの小説、『シカ皮旅団』(Buckskin Brigades)を発表した。彼は15パートからなる『宝島の秘密』(The Secret of Treasure Island)の映画脚本の執筆の手助けをした。文学評論家たちは戦争で荒廃したヨーロッパを舞台にした『最後の暗転』(Final Blackout)と、『恐れ』(Fear)をハバードの大衆文学の代表作として引き合いに出してきた。彼はたくさんのペンネームを使って、『海の牙』(Sea Fangs)、『死の謝肉祭』(The Carnival of Death)、『空気の殺人者たち』(Man-Killers of the Air)、そして『帰らざる分隊』(The Squad that Never Came Back)などを世に出した。彼はSFとファンタジーの分野で有名な作家になった。彼はまた西部劇や冒険ものも出版した。彼の代理人はそのときよく知られていたSF界の「導師」、フォレスト・J・アッカーマンであった。友人であり同業者であるA・E・ヴァン・ヴォークトによると、ハバードは

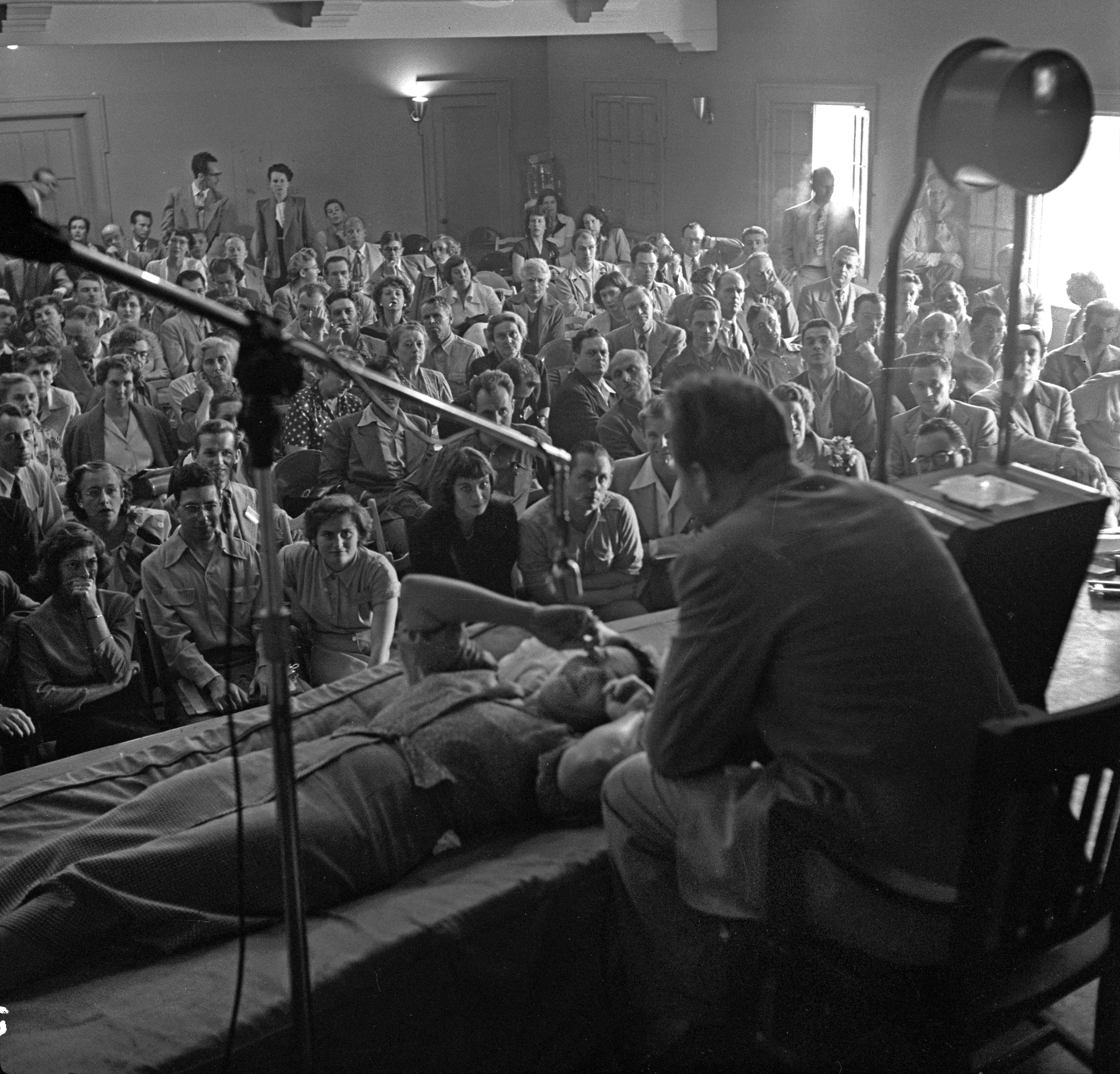
ロサンゼルスでダイアネティクスを実演するハバード（1950年）

ハバードは戦争での数年間の後、一時的にフィクションの執筆へと戻った。彼はやがてダイアネティックスというセルフヘルプの技術書を出版しようと努めた。1948年に、今日の『生命の力学』(The Dynamics of Life)が医療職員へ『異常なダイアネティックス』(Abnormal Dianetics)として提供されたが、1950年に『ダイアネティックス: 精神衛生のための 現代科学』(Dianetics: the modern science of mental health)の序文を書いたジョセフ・A・ウィンター以外には受け入れられなかった。『異常なダイアネティックス』の原稿は1947年に『サイエントロジー: 新しい科学』(Scientology: a new science)として書かれ、謄写版や当時可能であったカーボン紙による複写などの手段によって印刷され、手渡しで広まり口コミで評判になり、大衆の一部はダイアネティックスへの関心を高まらせた。原稿は最終的に1951年、『ダイアネティックス: 本来の主張』(Dianetics: the original thesis)として出版された。主流の出版社や医療関係者からの関心が得られなかったため、ハバードは長年彼の作品を出版していたSF編集者のジョン・W・キャンベルへ注意を向けた。ハバードはキャンベルの雑誌、『アスタウンディング』(Astounding Science Fiction)のために、『光の戦士たち』(Ole Doc Methuselah)シリーズを書き、1949年に初めてダイアネティックスの記事を雑誌に載せた。キャンベルはその記事の前書きでそれは精神衛生上の「科学的な手法」であると言及した。
『睡眠の支配者たち』(Masters of Sleep,)のような作品は「狂った精神科医のドクター・ディハルドが、ダイアネティックスを拒絶することに執着するが、結局はより有能な精神科医によってダイアネティックスは受け入れられるものの、ドクター・ディハルドは前頭葉のロボトミー手術を人類のすべてに施すことの価値を認める」ことを題材としている。ハバードの著作はそれ以来ほとんどがダイアネティックスかサイエントロジーに関するものになった。ハバードのSFからダイアネティックスへの移り変わりの間、彼の作品の『教授は泥棒だった』(The Professor was a Thief)がラジオ番組の『ディメンションX』で脚色され放送された。番組のライターにはレイ・ブラッドベリ、ロバート・A・ハインライン、そしてカート・ヴォネガットもいた。ハバードは1980年代に入るまでダイアネティックス関係ではない著作に戻ることはほとんど無かった。
SF作家たちはハバードのダイアネティックス関連の作品について様々な意見を持っていた。生化学の教授でもあった、アイザック・アシモフはダイアネティックスの非科学的な様相を批判し、年長の作家で文学博士のジャック・ウィリアムスンはダイアネティックスを「精神異常者が改定したフロイトの心理学」と描写し、詐欺と関連付けた。他方、キャンベルと小説家のA・E・ヴァン・ヴォークトは熱心にダイアネティックスを擁護した。ヴァン・ヴォークトは――彼の妻はオーディティングによって健康が改善されたと確信していたのだが――彼の仕事を中断し、初めてのロサンゼルス・ダイアネティックス・センターの運営に当たった。ハバードを支援していた医学博士のジョセフ・A・ウィンターは、アメリカ医師会とアメリカ精神医学ジャーナルにダイアネティックスの原理と手法の概略を書いた論文を送ったが、それらは拒否された。キャンベルは初めはダイアネティックスに肯定的だったが、1951年になって立場を逆転した。
1950年4月、ハバードと数人の関係者は、ダイアネティックスに関するこれからの出版物を調整するためにニュージャージー州エリザベスに「ハバード・ダイアネティック研究財団」を設立した。『ダイアネティックス: 精神衛生のための 現代科学』という名の本が、1950年5月にハーミテイジ・ハウスから出版されたが、その出版社の社長はまた「ハバード・ダイアネティック研究財団」の重役でもあった。『ダイアネティックス』でハバードは「オーディティング」という概念を紹介した。それは2人1組で行う質疑応答式の治療法で、「エングラム」と呼ばれる痛ましい記憶に集中するものである。ハバードは「ダイアネティックスは肉体的な病を治し、知性を向上させる」と主張した。『ダイアネティックス』の導入部で、ハバードは彼の発見は「人類にとって画期的な発見で、それは炎の発見に匹敵し、車輪やアーチの発明よりも優れたものである」と主張した。
『ダイアネティックス』は出版した年の1年間で15万部を売り上げた。1950年9月、『ニューヨーク・タイムズ』はアメリカ心理学協会の、「ダイアネティックスは実証可能な証拠に立証されておらず、科学的な証拠によってその実践が支持されるまで、それらの技術を使用しないように薦める」という注意勧告を掲載した。『コンシューマー・レポート』は、1951年8月、ダイアネティックスの査定で、それを「新しいカルトの基礎」と称し、ダイアネティックスの節度の欠如に言及し、それが証拠や事実なしに物事の一般化を行っている点を指摘した。
ダイアネティックスの技術、権利の保護運営を目的とした財団の支部は1950年の終わりまでにアメリカの5都市で運営を始めた。その年の8月、「本の主張の根拠を示せ」という大衆の圧力に向けて、ハバードはシュライン・オーディトリアムでクリアー(ダイアネティックスの最終成果)を紹介するように設定した。彼は物理学の学生、ソニア・ビアンカを紹介したが、彼女は記憶力と分析力のテストで失敗してしまった。ダイアネティックスの事務所の多くが財団の設立から1年以内に廃業し、ハバードは財団を放棄し、元の関係者たちをFBIに共産主義者として告発した。
74歳のニューアーク在住のSF編集者、サム・モスコウィッツはハバードが1948年、アメリカ東部SF協会の23人の会員に対し、「これから金儲けのために宗教を始めるつもりだ」と述べたと主張した。ロイド・エシュバックはハバードがそのような発言をSF作家の集団に向けてしたことを記憶している。『SF百科図鑑』(The Visual Encyclopedia of Science Fiction)によると、ハバードは「宗教か精神医学の手法を発明することは金儲けのための有力な方法だ」という趣旨の発言をした。ハーレン・エリソンは「ハバードはジョン・A・キャンベルに彼は金持ちになるための宗教を作るつもりだと言った」と述べている。1951年にハバードと何度か過ごした後、デル・クローズは「ハバードは頻繁にアメリカ医師会とアメリカ合衆国内国歳入庁に対して不平をもらし、宗教を始めることに意欲を見せていた」と主張している。

## サイエントロジー
1952年3月、ハバードはフェニックス (アリゾナ州)に移住した。彼は何年もの間、徹底的な人間存在の性質についての研究をしてきたと主張した。彼は人間の魂、彼が言うところの「セイタン」を向上させると約束する1まとまりの考えを打ち明けた。彼の発見を表すために、彼は精巧な新語の組織を開発した。彼はそれをサイエントロジーと表し、「応用宗教哲学」だと言った。
1953年12月、ハバードはカムデン (ニュージャージー州)に宗教哲学一派であるサイエントロジー教会を創立した。彼は1955年ワシントン,D.C.に移り、サイエントロジー教会を設立した。彼のワシントンD.C.の住居はL・ロン・ハバード・ハウスとして、伝統建築物博物館として運営している。1952年、ハバードは初めてイングランドに訪れ、ロンドンでダイアネティックス訓練センターを始めた。このニュースは世界中に広く知られることになった。1959年、ハバードはイングランドに移住し、大きくなる組織をジョージ王朝建築の、1959年にジャイプルのマハラジャから購入した、イーストグリンステッドのサセックスにあるセイントヒル邸から指揮した。ここはサイエントロジーの世界本拠地となった。
ハバードの信者たちは「オーディティング」と呼ばれる課程を経なければ、彼らを現在の失敗へと導いてしまう過去の人生、トラウマに近接することを可能にするハバードの技術を信仰していた。『ダイアネティックス: 精神衛生のための 現代科学』を出版した直後の1950年代までに、ハバードはバイオフィードバック装置を導入し、彼はそれを「ハバード電子精神メーター」または「E-メーター」と呼んだ。「E-メーター」は元々カイロプラクターで、後にダイアネティックスの信奉者となったヴォルニ・マティソンによって発明され、1959年になってハバードの仕様書によって精製された。この機械はサイエントロジー信者たちが、オーディティングにおいてハバードが「心の質量」と呼ぶ、「セイタンが自分のすべての可能性に気づくことを邪魔すると言われているもの」の量を見極めることに使われている。ハバードは身体疾患の多くは心身症だと公言し、「クリアー」の状態まで啓蒙されたものは比較的病気にかからないと明言した。ハバードは人間性は「心の質量」のような力によって危険にさらされており、それらは負の記憶(または「エングラム」)が無意識、または「反応心」に積み上げられた結果であると説明する。
教会の信者たちは固定した額の寄付金を、コースや、オーディティングや、本や、E-メーターに支払うことを期待されていた。それらすべては教会にとって儲けが上がるもので、その金は報酬としてハバードとその家族に直接渡った。ワシントンD.C.で創立していたサイエントロジー教会によって、非課税の状態について争われた訴訟(1958年に「報酬」のために起こされた)では、ハバードは4年間で個人的に10万8千ドル以上の金を教会と関連団体から受け取っていたことが明らかとなった。「教会」は信者から総所得の一部(通常10パーセント)を教会税として徴収することがあるが、ハバードはその金額に加え、多額の「報酬」を教会関連団体から受け取っていた。ハバードはそのような「報酬」の存在を文章で何度も否定し、その代わりに彼は教会から金を受け取ったことが全く無いと言明した。
サイエントロジー教会はハバードの著書を出版するために自身で会社を設立した。アメリカとカナダ市場のためにブリッジ・パブリケーションズを、デンマークを拠点としたニュー・エラ・パブリケーションズをその他の地域のために設立した。翻訳されたハバードの講義を刊行したものが次々に生産された。それらはおよそ110巻あるとされている。ハバードは1930年代から1980年代にかけて数々のフィクションも書き、それらはサイエントロジー教会が所有する出版社、ギャラクシー・プレスから発行された。これら3つの出版社すべてはオーサー・サービス法人組織の下部におかれていて、その法人組織もまたサイエントロジーの企業であった。
ハバード自身によって書かれたある文章は彼がサイエントロジーを宗教ではなく、ビジネスとみなしていたことを暗示している。1953年4月10日のある文章で、彼が述べるところによると、サイエントロジーを宗教と呼ぶことは次のことを解決する: たとえば「実際のビジネスの問題[を]。[...] 宗教宣言はペンシルベニア州かニュー・ジャージー州でサイエントロジーを粘り強いものにすることに必要になるかもしれない。」1962年の方針文章で、彼はサイエントロジーが「世界中を基盤とした宗教組織になることが計画されている。このことはどのような方法でも、どのような組織の普通の活動も、転覆させたりしない。これは全くもって会計士と事務弁護士の問題である。」と述べている。

## 法的な困難と公海上の生活
1960年代中盤、英語圏の国々において、サイエントロジーは論争の的となった。イギリス、ニュージーランド、南アフリカ、オーストラリア連邦ビクトリア州、カナダオンタリオ州などすべてがサイエントロジーの活動の調査を行った。1966年、ハバードは自身をセシル・ローズの生まれ変わりだと主張して、ローデシアへと移り住んだ。イアン・スミスの単独の"独立"宣言を追ってハバードは多額の金を出資することを申し出たが、"独立"は国連ばかりか国際社会の受け入れるところとならず、そればかりかスミス政府から国外退去を迫られた。
1967年、L.ロン・ハバードは協会の執行役員の職を辞し、自身をサイエントロジー信者が操作する小型船隊の「海軍准将」に任命し、次の8年間を地中海を航海することで過ごした。この間に、ハバードは「海の組織」または「シー・オーグ」として知られる宗教的な秩序を、肩書きや制服とともに形成した。シー・オーグは後にハバードのサイエントロジー帝国の管理集団となった。ハバードは「海軍准将の使者たち」と呼ばれる10代の少女たちに世話された。彼女たちは様々な仕事をハバードのために行い、それにはシャワーを彼に向けること、彼に服を着せること、彼のタバコの灰を受け止めることが含まれていた。彼は不機嫌のため頻繁に叫びまわり、罪を犯したと考えた者を船の汚いチェーン・ロッカーに何日か、または何週間か目隠しをして縛り上げて閉じ込め、船から海中へ放り投げるといった厳しい罰を与えた。これらの虐待のうちいくつかは大人同様に、子供にも行われた。
1967年ごろ、ラス・パルマス県にいたハバードは彼の3番目の妻、メアリー・スーに以下のような手紙を書いた。「僕はたっぷりのラム酒を飲んで、目玉の飛び出るようなLSDとかいろんな酒をやっているよ。...」 非公式のハバードの伝記によると、彼はこうも言っている「ジョン・マクマスターズが旗艦のアポロに乗っていた1960年代の終わりに、ハバード様の薬品供給を見て俺にこう言ったんだ『これは俺が見た中で一番大きな薬箱だ。ハバードは何でも持ってる！』」。この発言はゲリー・アームストロングによって、「1967年、ハバードがラス・パルマス県に、薬物で完全に衰弱して帰ってきた」と述べたバージニア・ダウンズボローを通じて、確証された。ハバードの薬物使用の報告は1967年よりも前に出ている。ハバードは1番目の妻へあてた手紙において、彼がアヘン中毒者だったことを言っている。その手紙の最後の部分で、以下のように述べてある「...本当に愛してるよ。たとえ僕が昔、アヘン中毒者だったとしても 。」
1969年3月にギリシャ政府は、ハバードと200名の門弟を「好ましからざる者」と指定した。一団は3千3百トンのパナマ船アポロに乗って生活していて、ケルキラ島の港に埠頭につけていた。3月18日、地元政府は24時間の最後通牒をサイエントロジー信者に出したが、ハバードはエンジン故障による期間延長を認められた。その退去命令はアメリカ、イギリス、そしてオーストラリアの外交官による、アポロ乗船者調査への圧力の結果であった。ほとんどの乗船者はアメリカ人で、他のものはイギリス人、オーストラリア人、そして南アフリカ人であった。
1977年、アメリカの東西両海岸のサイエントロジーの事務所がFBIの踏み込みを受けた。FBIはサイエントロジーが極秘で非合法な手段を用いて政府から情報を得ようとした「スノー・ホワイト作戦」の証拠を探していた。ハバードの妻、メアリー・スーと数十人のサイエントロジー上級幹部が1979年、アメリカ合衆国連邦政府に対する陰謀の罪で起訴された。ハバード自身は連邦政府の検事に「起訴されていない陰謀共謀者」として名前を挙げられていた。この時アメリカ合衆国内国歳入庁も、ハバードが何百万ドルもの脱税を協会の会計で行い、資産を秘密裏に海外へと送っていた証拠をつかんでいた。
1978年、3人のフランス人サイエントロジー信者に対して起こされた訴訟で、ハバードは虚偽の誓約をした罪で有罪判決を受け、4年の懲役と3万5千フランの罰金をフランスの法廷に命じられた。裁判のときハバードは法廷におらず、法的な援助を得ずにともかく裁かれ、欠席のまま有罪判決を受けた。その裁判は後に他の罪人のうちの一人によって上訴され、その上訴のでは有罪にされた者すべては、もし彼らの嘆願書を元の判決に対して提起すれば、その罪を軽減されうることが示されていた。2審が1981年に行われ、詐欺罪は1981年11月9日に取り消されたが、それはハバード以外の2人についてのことだった。ハバード自身は何の行動もとらず、罰金が強制されることも無かった。
ハバードはイギリス移民局職員とこの有罪判決について会話をすることを拒否した。この拒絶は後にイギリス・ホーム・オフィスが、「ハバードをイギリスから追放する決断」の再確認を引き起こしたと言われている。しかし1989年になって、ホーム・オフィス次官のティム・レントンは、「1980年から彼の死ぬ日まで、ハバードは普通の移民法の下、自由にイギリスに入国することができ、国外退去の処分は1980年7月に取りやめにした」ことを文章で承認した。ハバードによる自身についての説明の正確さは、1984年のサイエントロジー信者と彼の元妻による2人の子供の養育権をめぐる裁判で、試されることとなった。ロンドン高等法院 (イングランド・ウェールズ)の家事部が下した判決では、ジャスティス・レイティの次のような意見が引用された。「[サイエントロジーは]危険で、不道徳で、邪悪で腐敗しており、ハバード氏のために現金と権力を持っている。」
オーストラリア連邦ビクトリア州でのサイエントロジーについての査問委員会報告書によると、ハバードはサイエントロジーを科学的であると偽り、他の信用証明物やハバードの正気は「重大に疑われる」とされた。報告書は、「ハバードの信者はその信仰を疑ってもよいとされてはいるものの、彼らはその教えが正しいと信じるように訓練されている」と結論付けた。報告書は、ハバードが放射能の治療を発見したという主張は、根拠に基づいていないことも指摘した。サイエントロジー信者の反応は「カンガルー法廷」(Kangaroo Court)という名のパンフレットに書かれた。そこで信者たちは、ビクトリア州を、「ロンドンのスラム街のクズである [...] とても原始的な共同体で、どこか未開人のようである」と描写した。
「フェアゲーム(標的)」という概念が、ハバードによって「サイエントロジーまたはその信者を痛めつけようとする、抑圧的な攻撃活動」に対抗するものとして導入された。彼は以下のように定義した「ENEMY(敵) ―SP(抑圧者)の集団。「フェアゲーム(標的)」。その敵は、財産を奪われても、信者によってどんな方法でどんな規則の下で傷つけられてもよい。罠にはめられても、告訴されても、嘘を吐かれても、破壊されてもよい。」
1968年7月、ハバードはこの定義をもっと穏やかな言葉遣いに改定した。「ENEMY(敵) ―抑圧者の集団。倫理担当幹部社員からも、先任衛兵伍長からも、審査官からも、評議員会からも、委員会からも情報を伝えなくてよい。拘束されても、投獄されてもよい。彼が他者を破壊または正当な実務を妨害しようとするので、規則や法によって保護されなくてもよい。どこのサイエントロジーの事務所(オーグ)からも訓練または進行または存在を認められなくてよい。」この「Fair Game(狩るべき獲物)」という表現は1968年10月に完全に取り消された。そのことに寄せてハバードはこう述べている
ハバードは後に以下のように説明している
数々のいわゆる汚い策略または非倫理的な行動に関係する事件が何年も続く間、何人かの裁判官と陪審員は、信者たちの決断や発言を通じて、1968年のハバードによる「フェアゲーム(標的)」という用語の取り消し命令を越えて、この戦術が引き続き用いられてきたと主張してきた。

## 私生活
ハバード自身は、彼が4歳の時にブラックフット族インディアンのシャーマンの「オールド・トム」の被保護者になったと自称している。「1985年にモンタナ州のブラックフット族が、L・ロン・ハバードとブラックフット族が血盟の兄弟になった70周年を記念する祝宴が催され、席上3人のたくさんの羽を頂く者がL・ロン・ハバードをブラックフット族の血盟の兄弟として再認識した。」というのもサイエントロジーの信者の間で広く流布されている。これについては、ブラックフット族の歴史家であるヒュー・デンプシーが、血盟の兄弟を結ぶことは「ブラックフット族では行われていない」と述べている。また、ブラックフット部族の当局者は、ハバードを「血盟の兄弟」として「再認識」する企てを拒んでいるし、部族の執行委員会の前副代表であるジョン・イエロー・キドニィも、ハバードを血盟の兄弟として再認識する文章の信用性を疑わしいものとしている。
1940年のヨットでの航海がエンジントラブルに終わると、ハバードはケチカンで3ヶ月を過ごした。そこではバードは海のラジオ・ショウのホスト役を務め、「カリスマ的な語り部」と称された。
ハバードは催眠術にも興味を持ち、その才能があった。伝記作家のラッセル・ミラーはいくつかの事件、作家のA・E・ヴァン・ヴォークトに行われた残酷な後催眠の「悪ふざけ」を含む事件に言及しており、それらの事件は「ハバードは時に彼の催眠術の才能を、疑いのかけられていない実験材料になる人々に用いたこと」を暗示している。

このことと同時期に、第二次世界大戦直後、ハバードは極貧状態で、抑うつ感と自殺願望にさいなまれていた。1947年、退役軍人省に送った援助を求める請願書の中で、彼はこう述べている。
ハバードの最初の妻はマーガレット・「ポリー」・グラブで、1933年に結婚し、2人の子供をもうけた。L・ロン・Jr.(ロナルド・ドウルフとしても知られる)とキャサリン・メイ(1936年生まれ)である。彼らはカリフォルニア州ロサンゼルスに住み、1930年代後半から1940年代にかけては、ワシントン州ブレマートンに住んだ。後に撤回された1983年の『ペントハウス』のインタビューで、ドウルフは次のように述べている「父と母によると」、ドウルフは失敗した中絶の結果生まれた子で、ドウルフは6歳のとき、父親がハンガーを使って母親に中絶手術を行っているのを目撃している。同インタビューで、ドウルフは「サイエントロジーは金と知識を集める遊びだ」と述べ、父親は「金、セックス、大酒、ドラッグしか興味が無かった」と言っている。後になって宣誓供述書の中で、ドウルフは父親による虐待や、彼がドラッグについて述べたことは誤りであり、それらの物語は「作られた」と述べ、『ペントハウス』の話は彼が深く後悔し、父親と彼に多大な苦しみをもたらした一例であると述べた。しかしそれ以前の1972年に、L・ロン・Jr.は彼が父親の過ちについて述べたことを否定する内容の宣誓供述書にすでにサインしていた。

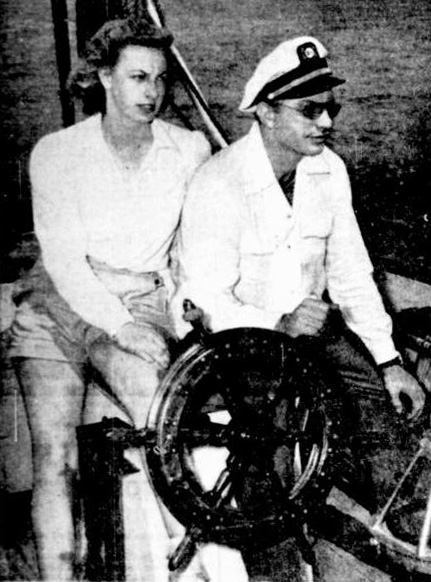
2番目の妻のサラとのツーショット

戦後になって、1945年8月に、ハバードはカリフォルニア工科大学の研究者で、イギリス諜報機関のオカルト研究家のアレイスター・クロウリーの仲間であるジャック・パーソンズに出会っている。クロウリーの記述によると、ハバードとパーソンズは1946年、魔術の実践に忙しく、それはババロン・ワーキングと呼ばれる女神または「ムーン・チャイルド」を召喚することを目的とした、拡張されたセックスの魔法儀式のまとまりを含んでいた。サイエントロジー教会はハバードは当時アメリカ海軍情報局の任務下で働いていて、その任務とはパーソンズの魔術と想定される行動を終え、パーソンズが「使用」していた少女を「救出」するものだったと言っている。ハバードは後に、彼が言うところの「パーソンズから救出した少女」、サラ・ノースラップと結婚した。クロウリーは彼のノートにハバードはパーソンズの金と女を「取込み詐欺」で騙し取っていったと記録した。
1946年4月、サラ・ノースラップはハバードがポリーとまだ結婚している間、ハバードの第2婦人となり、重婚の事実は当時知らなかった。ハバードは海軍を去るとすぐに始めの妻と子供たちを捨て、彼が再婚した年より1年以上経ってから離婚した。サラもポリーもハバードが家庭内暴力を振るったと主張している。後になって、彼はアレクシスを、彼の娘ではなくジャック・パーソンズの子供だとして勘当した。1951年4月23日にサラは、2人の結婚の時と同時に、ハバードはまだ法的に最初の妻に法的に拘束されていたと主張して、離婚を申し立てた。サラは離婚届の中で、ハバードが2人の娘であるアレクシスを誘拐し、拷問したと非難した。

ダイアネティックスを発表した頃・ロサンゼルスで(1950年)

1952年、ハバードは彼の3番目の妻であるメアリー・スー・ウィップと結婚し、彼女とは最期まで添い遂げた。続く6年間にわたって、ハバードは4人の子供をもうけた。ダイアナ、クエンティン、スゼッテ、そしてアーサーである。1954年生まれのクエンティンは、いつか彼の父に代わって、サイエントロジー機構の首長になることが期待されていた。しかしクエンティンは父親の計画には無関心で、そんなことよりもパイロットになりたがっていた。彼は自分がゲイであることに罪悪感を抱き、1976年に自殺した。
ハバードは虚栄心を持ちがちで、1938年、彼はマーガレット・ポリー・グラブに次のような手紙を送っている「俺はすべての本が破壊されても、伝説のような形を残すぐらい激しく、自分の名前を歴史にブチ込みたいっていう高貴な希望を持っているんだ。俺に関していえば、その目標はリアルなゴールなんだ。」1984年、ゲリー・アームストロングに対してサイエントロジー教会が起こした訴訟では、裁判官のポール・G・ブレッケンリッジ・Jr.はハバードを「カリスマ的で、人にやる気を与え、組織を構成し、統制し、操作し、彼の信奉者を鼓舞することができる。」と描写した。しかしその裁判官はサイエントロジー教会の訴えを退け、その中で次のように述べた「証拠が示すところによると、その男は、彼の経歴、背景、そして業績のこととなると、ほとんど病的な嘘つきである。」
ハバードは家族のうちのかなりの者と、元関係者から、虐待をする人間だとみなされていた。1946年に2番目の妻、サラ・ノースラップと結婚したときには、最初の妻との結婚の事実と子供の存在を隠していた。この隠し立てが、後にハバードと離婚する理由となった。離婚の法的な手続きの中で、ノースロップはハバードに虐待されたと主張し、マーガレット・「ポリー」・グラブから、「ハバードから受けた扱いについて、詳しく述べる手続き」の中で受け取った手紙を提出した。手紙の一部分は、次のようなものである。
1957年、マーティン・ガードナーは彼の友人達はハバードについての意見を異にしていることを書いた。あるものはハバードは誠実で親切と描写し、あるものは彼を大変な詐欺師と呼び、他の者にとっては、彼は基本的には親切だがハバード自身の精神病の犠牲者だった。何人かの信頼できるガードナーの同僚は、ハバードは取り乱すと感情の発作を起こす傾向があり、その発作の中でハバードは侮辱とわいせつな言葉を用いた。元サイエントロジー信者のアデレ・ハートウェルはかつてそのような感情の噴出を描写したことがある。「私は実際に、ある日彼が帽子を取り、床に踏みつけ、赤ん坊のように泣くのを見た。」
サイエントロジーの成功に伴う財政上のもっけの幸いが、ハバードのこの情緒不安定さを隠蔽することを可能にし、現在サイエントロジー信者が褒め称える彼のイメージとは対照的な、彼の様々な人格の諸相を隠すことをも可能にした。サイエントロジー信者はハバードのことを「人類の最も尊い友達」と尊敬している。ハバードの側にいて彼の性格上の欠点や奇癖を目撃したものは少なく、サイエントロジー教会が製作した彼の伝記には反映されていない。

## 晩年
1976年、ハバードはカリフォルニアの牧場に移り住み、SFの執筆へと戻った。彼はサイエントロジーのOT III の教えを劇化した、未発表に終わった映画脚本、『星々の反乱』を1977年に書いた。1982年には、彼は『バトルフィールド・アース』を書き、後には10巻組みの『ミッション・アース』を書いた。この時期、ハバードのSFはよく売れたが、評価は賛否両論だった。しかし、いくつかの報道機関はハバードの本の売り上げはサイエントロジー信者が本の売り上げチャートを操作するため、大量の本を購入し、売り上げ部数を吊り上げていたことを示唆した。サイエントロジーの経営とは完全に縁を切ったと言いながら、ハバードはサイエントロジーの事業からまだ金を受け取っていた。『フォーブス』は次のように査定した「1982年、少なくとも2億ドルの金がハバードの名義を通じて集められた。」
1986年1月24日、ハバードは牧場で脳卒中により、74歳で亡くなった。彼は6億ドルの財産を残した。サイエントロジーの弁護団が訪れ、彼の亡骸を要求し、彼の遺言に従って速やかに火葬しようとした。弁護団の試みはカリフォルニア州サンルイオビスポの検視官によって阻まれ、検視官はハバードの死体から血液のサンプルをとり、ドラッグ・テストを行った。試験によって、微量のヒドロキシジン(商標名 ビスタリル、精神安定剤)の存在が明らかとなった。血液が採られた後、ハバードの遺体は火葬された。
サイエントロジー教会は、ハバードは自らの体を、魂のかたちの探求のため捨て、現在は「ひとつ向こうの銀河の惑星」に住んでいると発表した。1987年5月、ハバードの個人的な助手の一人だったデヴィッド・ミスキャヴィッジはリリジャス・テクノロジー・センター(RTC)の議長の座を引き受けた。この会社は「ダイアネティックス」、「サイエントロジー」、そして「L.ロン・ハバード」の名前とシンボルの商標を所有している。

## メディアで小説化された描写
- ハバードは早くも1942年に、小説作家のアントニー・バウチャーによる犯罪小説『死体置き場へのロケット』(Rocket to the Morgue)に登場している。この小説は、「マニャーナ・南カリフォルニア文学会」のメンバーと作者の友人を少し登場させており、その会にハバードはD・ヴァンス・ウィンポールとレネ・ラファイエッテとして二重に現れている(2つともハバードのペンネームである)[186]。
- デル・クローズは、ハバードのSFファンたちとの係わり合いを通じてハバードの人格を知っていたが、自伝風の漫画『ウェイストランド』でハバードとSFファンたちとの遭遇を小説化した。物語は、ハバードがクローズに催眠をかけ、クローズの無意識の記憶が、ハバードの小説『この人生、生きていませんでしたか』(Have You Lived Before This Life)の前世の記憶の著述と、似たような様であることを証明しようとしていることを画いている。

## イグ・ノーベル賞、ラジー賞とギネス・ワールド・レコーズ
ハバードは1994年に、イグ・ノーベル文学賞(ノーベル賞のパロディ)を『ダイアネティックス』で受賞した。
2006年、ギネス・ワールド・レコーズはハバードは世界で最も出版され、翻訳された作家であると宣言した。ハバードの1084作のフィクションとノンフィクションの著作が71の言語に翻訳されている。
ハバード作のSF小説『バトルフィールド・アース』は、サイエントロジーの熱心な信奉者として知られるジョン・トラボルタが私財を注ぎ込んで映画化を行い、トラボルタの製作・主演にて2000年に公開されている。この映画は2001年の第21回ゴールデンラズベリー賞（ラジー賞）において最低作品賞、最低主演男優賞など主要部門をほぼ独占し、2005年にはラジー賞創設25周年特別大賞として歴代最低ドラマ作品賞に選出され、2010年には2000年代最低賞に選ばれた。

## 逸話
信者であるトム・クルーズは、2003年8月の小泉純一郎首相を表敬訪問時、教祖である彼の著書、『学び方がわかる本』を首相に手渡した。

## 著作

### 小説家としての作品
- 『宇宙航路』(Return to Tomorrow, 1954)
- 『フィアー: 恐怖』ISBN 4-931223-14-1 (Fear, 1951)
- 『死の代理人』ISBN 4-931223-10-9 (Death's Deputy, 1948)
- 『バトルフィールド・アース』ISBN 4-255-00048-4 (Battlefield Earth, 1982)
- 『シカ皮旅団』(Buckskin Brigade, 1937)
- 『最後の暗転』 (Final Blackout, 1940)
- 『ミッション・アース』全10巻 (Mission Earth,1985-1987)

その他多数。

### L．ロン・ハバードの伝記
- 『生涯のイメージ』
- 『L．ロン・ハバード：プロフィール』
- 『人道主義者ロン:教育で築く文明の基礎』
- 『人道主義者ロン:薬物に侵された社会の再生』
- 『人道主義者ロン:人間の犯罪の根源的な解決』
- 『自由の戦士ロン:ペンで戦う正論と直言』
- 『哲学と宗教の再生：科学の時代における人間の魂の再発見』
- 『ダイアネティックス：書簡と日記 発見と発展の日々』
- 『探検家ロン：空と陸と海の冒険 前人未到の地を行く飽くなき冒険心の足跡』
- 『若き日の冒険：書簡と日記 疾風怒濤の青春期』
- 『小説家ロン：夢の世界を紡ぐ想像力の飛翔』
- 『小説家の日々：書簡と日記 創作と実験の記録』
- 『音楽家ロン：作曲家／演奏家 創造とプレーの悦び』
- 『詩人／作詞家：美を伝える言葉 言葉が歌う音楽』
- 『写真家としてのロン：光と影で語る色彩と明暗の美学』
- 『園芸家としてのロン：木々や草花と語り合う 緑豊かな世界へ』
- 『船長としてのロン：七つの海を渡った真の船乗り』

### ダイアネティックス関連の作品
- 『ダイアネティックス：原論』 1948年
- 『ダイアネティックス：科学の進化』 1950年4月 ISBN 4-931223-20-6
- 『ダイアネティックス：心の健康のための現代科学』 1950年5月 ISBN 4-931223-16-8
- 『生存の科学:人間の振舞いの予測』 1951年6月
- 『自己分析』 1951年8月
- 『上級の手順と公理』 1951年11月
- 『プリクリアーのためのハンドブック』 1951年12月
- 『ダイアネティックス55！』 1954年12月

### サイエントロジー関連の作品
- 『サイエントロジー：人間の歴史』 1952年7月
- 『サイエントロジー：8-80』 1952年11月
- 『サイエントロジー：8-8008』 1952年12月
- 『人間の能力の創造：サイエントロジストのためのハンドブック』 1954年7月
- 『サイエントロジー：思考の原理』 1956年9月 ISBN 87-7336-520-3
- 『仕事を楽しくする本：日常世界に適用するサイエントロジー』 1956年10月
- 『サイエントロジー：人生への新しい視点』
- 『サイエントロジー0-8：基本の書』
- 『サイエントロジーのエシックス入門』
- 『サイエントロジーとは何ですか？』
- 『サイエントロジーハンドブック』
- 『サイエントロジー宗教の背景、聖職、儀式、教義』

### その他、勉強法などの作品
- 『親子で楽しむ学び方』 ISBN 978-4-931223-24-0
- 『学び方がわかる本』 ISBN 4-931223-22-2
- 『基礎からわかる勉強の技術』ISBN 4-931223-21-4
- 『しあわせへの道』（原題:The Way to Happiness） ISBN 4-931223-18-4
「普遍的な道徳指針」を掲げた著書。ギネス世界記録に「最も多く翻訳された特定の宗教信条に基づかない本」と認定されている[191]。
- 『クリアーな身体 クリアーな心』
- 『放射線のすべて』

### ダイアネティックスとサイエントロジーの講演録
- 『ダイアネティックスの講演と実演』 1950年9月・全4講演
- 『生存の科学 講演』 1951年6月・全4講演
- 『人間評価の特別コース』 1951年8月・全10講演
- 『思考、感情、努力』 1951年10月―12月・全21講演
- 『人生連続体』 1951年12月・全10講演
- 『サイエントロジー：マイルストーン・ワン』 1952年3月・全22講演
- 『無限への道：テクニック80講演』 1952年5月・全7講演
- 『テクニック88：地球以前の軌跡上の出来事』 1952年6月―7月・全15講演
- 『生命エネルギーの源』 1952年11月・全14講演
- 『セータの統制』 1952年11月・全10講演
- 『フィラデルフィア博士号コース講演』 1952年12月―1953年1月・全76講演
- 『因子：賞賛、そして存在性のルネサンス』 1953年3月―4月・全18講演
- 『第1回ダイアネティックス実践者とサイエントロジストの国際会議』 1953年9月―10月・全15講演
- 『第1回アメリカ 上級臨床コース：外在化と空間の現象』 1953年10月―11月・全70講演
- 『第2回アメリカ 上級臨床コース：人間の精神のリハビリテーション』 1953年11月―12月・全67講演
- 『第3回アメリカ 上級臨床コース：生来の生存性』 1954年1月―2月・全73講演
- 『第4回アメリカ 上級臨床コース：自己決定による存在性』 1954年2月―3月・全74講演
- 『第5回アメリカ 上級臨床コース：宇宙の解放』 1954年3月―5月・全33講演
- 『第6回アメリカ 上級臨床コース：デュプリケーションの役割』 1954年5月―6月・全93講演
- 『宇宙のプロセス会議』 1954年6月・全14講演
- 『第7回アメリカ 上級臨床コース：コミュニケーションの確実性』 1954年6月―7月・全74講演
- 『フェニックス講演：人間の魂を自由にする』 1954年7月―10月・全42講演
- 『第8回アメリカ 上級臨床コース：コンシダレーションの力』 1954年10月―11月・全26講演
- 『統合会議：コミュニケーション！自由と能力』 1954年12月・全16講演
- 『初等ストレートワイヤー：オーディティングにおけるコミュニケーション』 1954年11月―12月・全12講演
- 『第9回アメリカ 上級臨床コース：コミュニケーション―罠に対する解決策』 1954年12月―1955年1月・全35講演
- 『黄金の夜明け：フェニックス夜間講演』 1955年・全9講演
- 『公理51：万物に対する解決策』 1955年3月―5月・全9講演
- 『人間の精神の構造会議』 1955年6月・全15講演
- 『4つのポスチュレートR2-46：他の人々』 1955年8月―9月・全6講演
- 『リンゼイ・シアター講演：ロンドンの午後シリーズ』 1955年10月・全8講演
- 『第4回ロンドン 上級臨床コース：本来の状態とポスチュレート』 1955年10月―11月・全50講演
- 『プロセシングの6つのレベル：選択能力をリハビリテートする』 1955年11月・全6講演
- 『所有性のレメディ：なぜゲームなのか』 1955年12月―1956年2月・全17講演
- 『ゲームの理論：プロセシングへのゲームの適用』 1956年2月・全9講演
- 『ゲームの会議』 1956年8月―9月・全13講演
- 『ハバード・プロフェッショナル・コース講演』 1956年8月・全21講演
- 『人間の問題に関するロンドン会議』 1956年10月・全12講演
- 『第15回アメリカ 上級臨床コース：簡潔さの力』 1956年10月―11月・全26講演
- 『ワシントン講演:組織と職員の能力』 1956年10月―12月・全18講演
- 『反放射能と直面に関するワシントン会議』 1956年12月・全13講演
- 『第16回アメリカ 上級臨床コース：コントロール、コミュニケーション、所有性』 1957年1月―2月・全40講演
- 『放射能とコントロールと健康に関するロンドン会議』 1957年4月・全12講演
- 『第17回アメリカ 上級臨床コース：すべてのダイナミックスに対するコントロール』 1957年2月―3月・全43講演
- 『親愛なるアリス』 1957年5月・全8講演
- 『自由の会議』 1957年7月・全16講演
- 『第18回アメリカ 上級臨床コース：直面とトーン40』 1957年7月―8月・全22講演
- 『能力の会議』 1957年12月・全9講演
- 『第19回アメリカ 上級臨床コース：4つの宇宙』 1958年1月―2月・全40講演
- 『クリアリング会議』 1958年7月・6フィルム講演（DVD）と9講演（CD）
- 『第20回アメリカ 上級臨床コース：第1のポスチュレート』 1958年7月―8月・全35講演
- 『ロンドン・クリアリング会議』 1958年10月・全6講演
- 『第5回ロンドン 上級臨床コース：前世の記憶を解き放つ』 1958年10月―11月・全38講演
- 『サクセス会議』 1959年1月・全6講演
- 『第21回アメリカ 上級臨床コース：ホモ・サピエンスからクリアーへ』 1959年1月―2月・全9講演
- 『特別ハバード・プロフェッショナル・オーディター・コース』 1959年4月―5月・全26講演
- 『セータ・クリアー会議』 1959年7月・全6講演
- 『第6回ロンドン 上級臨床コース：HAS相互オーディティングと広範なクリアリング』 1959年5月―6月・全15講演
- 『メルボルン会議』 1959年11月・全6講演
- 『第1回メルボルン 上級臨床コース：責任とOTの状態』 1959年11月・全32講演
- 『人間の状態の会議』 1960年1月・全9講演
- 『ハバード・クリアリング・サイエントロジスト・コース』 1960年1月・全9講演
- 『普及とヘルプに関するロンドン会議およびロンドン夜間公開講演』 1960年6月―8月・全7講演
- 『第1回セントヒル 上級臨床コース』 1960年8月―9月・全25講演
- 『人間の心の構造会議』 1960年12月―1961年1月・全5講演
- 『第22回アメリカ 上級臨床コース：安定したケースの向上の要素』 1961年1月・全10講演
- 『南アフリカ 構造の会議』 1961年1月・全6講演
- 『第3回南アフリカ 上級臨床コース：所有性への道』 1961年1月―2月・全17講演
- 『汚れなき手の会議』 1961年12月―1962年1月・全9講演
- 『クリアリング・サクセス会議』 1962年9月・全8講演
- 『セントヒル特別集約コース』 1961年5月―1966年12月・全447講演
- 『クラスⅧコース講演』 1968年9月―10月・全19講演
- 『フラッグ役員集約コース講演』 1970年11月―1971年1月・全7講演
- 『確立オフィサー講演』 1972年・全12講演
- 『展開されたダイアネティックス講演』 1972年3月―4月・全4講演

### 原版の作品

#### 小説
- Under the Black Ensign (1935)
- Buckskin Brigades (1937), ISBN 0-88404-280-4
- Slaves of Sleep (1939)
- Ultimate Adventure, the (1939)
- Final Blackout (1940), ISBN 0-88404-340-1
- Indigestible Triton, the (1940)
- The Automagic Horse (1940) published (1994)
- Death's Deputy (1948)
- Return to Tomorrow (1950)
- The Masters of Sleep (1948)
- The Kingslayer (1949)
- Fear (1951), ISBN 0-88404-599-4
- Typewriter in the Sky (1951), ISBN 0-88404-933-7
- Return to Tomorrow (1954)
- The Ultimate Adventure (1970)
- Ole Doc Methuselah (1953), ISBN 0-88404-653-2
- Seven Steps to the Arbiter (1975)
- Battlefield Earth (1982), ISBN 0-312-06978-2
- Mission Earth 1. The Invaders Plan (1985)
- Mission Earth 2. Black Genesis (1986)
- Mission Earth 3. The Enemy Within (1986)
- Mission Earth 4. An Alien Affair (1986)
- Mission Earth 5. Fortune of Fear (1986)
- Mission Earth 6. Death Quest (1986)
- Mission Earth 7. Voyage of Vengeance (1987)
- Mission Earth 8. Disaster (1987)
- Mission Earth 9. Villainy Victorious (1987)
- Mission Earth 10. The Doomed Planet (1987)
- Ai! Pedrito! When Intelligence Goes Wrong (1998)
- Very Strange Trip, a (1999)

#### サイエントロジーとダイアネティックス
- Dianetics: The Modern Science of Mental Health, New York 1950, ISBN 0-88404-416-5
- Child Dianetics. Dianetic Processing for Children, Wichita, Kansas 1951, ISBN 0-88404-421-1
- Notes on the Lectures Parts of transcripts and notes from a series of lectures given in Los Angeles, California in November 1950, ISBN 0-88404-422-X
- Scientology 8-8008, Phoenix, Arizona 1952, ISBN 0-88404-428-9
- Dianetics 55!, Phoenix, Arizona 1954, ISBN 0-88404-417-3
- Dianetics: The Evolution of a Science Phoenix, Arizona 1955, ISBN 1-4031-0538-3
- "The Creation of Human Ability" 1955
- Scientology: The Fundamentals of Thought Washington, DC 1956, ISBN 0-88404-503-X
- The Problems of Work Washington, DC 1956, ISBN 0-88404-377-0
- Have You Lived Before This Life East Grinstead, Sussex 1960, ISBN 0-88404-447-5
- Scientology: A New Slant on Life, East Grinstead, Sussex 1965, ISBN 1-57318-037-8
- The Volunteer Minister's Handbook Los Angeles 1976, ISBN 0-88404-039-9
- Research and Discovery Series, a chronological series collecting Hubbard's lectures. Vol 1, Copenhagen 1980, ISBN 0-88404-073-9
- The Way to Happiness, Los Angeles 1981, ISBN 0-88404-411-4

## 日本語訳
- 『宇宙航路』(最新科学小説全集 尾浜惣一 訳. 元々社, 1956
- 『奪われた惑星 : Battlefield earth1』入沢英江 訳. サンリオSF文庫, 1985.11
- 『人類からの使者 : Battlefield earth2』沢村正 訳. サンリオSF文庫, 1985.12
- 『テレポーテーション作戦 : Battlefield earth3』沢村正 訳. サンリオSF文庫, 1986.2
- 『侵略惑星サイクロの謎 : Battlefield earth4』入沢英江 訳. サンリオSF文庫, 1986.3
- 『宇宙戦艦キャプチュア : Battlefield earth5』入沢英江 訳. サンリオSF文庫, 1986.4
- 『地球よ、銀河に甦れ : Battlefield earth6』入沢英江 訳. サンリオSF文庫 1986.5
- 『学ぶための本』サイエントロジー東京 [訳]. [サイエントロジー東京], c1986
- 『仕事と職場の人生学 感情音階による安定と成功の科学』一の瀬直二 訳. ぱるす出版, 1987.12
- 『思考の原理 サイエントロジー』New Era Publications International, c1987
- 『バトルフィールドアース 宇宙歴三千年の伝説 上巻 (地球戦線)』池ケ谷崇志 訳. New Era Publications International, 1990.10
- 『バトルフィールドアース 宇宙歴三千年の伝説 中1巻 (空と緑のあいだで 1)』池ケ谷崇志 訳. New Era Publications International, 1990.11
- 『バトルフィールドアース 宇宙歴三千年の伝説 下巻 (ここより永遠に)』池ケ谷崇志 訳. New Era Publications International, 1990.12
- 『ダイアネティックス 自分の能力を最大限にする本』ニュー・エラ・パブリケーションズ・ジャパン], 1991.6
- 『科学の進化 閉ざされた"能力"の鍵を開ける 改訂版 (A dianetics book)』トランスレーション・ユニット東京 訳. ニュー・エラ・パブリケーションズ・ジャパン, 1992.10
- 『死の代理人』島中誠 訳. ニュー・エラ・パブリケーションズ・ジャパン, 1992.12
- 『ダイアネティックス』トランスレーション・ユニット東京 訳. ニュー・エラ・パブリケーションズ・ジャパン, 1995.2
- 『フィアー 恐怖』島中誠 訳. ニュー・エラ・パブリケーションズ・ジャパン, 1995.9
- 『サイエントロジー宗教の背景、聖職、儀式、教義』ニュー・エラ・パブリケーションズ・インターナショナルApS, c1999
- 『バトルフィールド・アース 1 (踏みにじられた「地球」)』上松恭一 訳. 世界社, 2000.10
- 『バトルフィールド・アース 2 (全銀河の運命)』上松恭一 訳. 世界社, 2000.10
- 『しあわせへの道』トランスレーションズ・ユニット 訳. ニュー・エラ・パブリケーションズ・ジャパン, 2001.10
- 『バトルフィールド・アース』3-5 上松恭一 訳. 世界社, 2001
- 『学び方を学ぶ本 L.ロン ハバードの著作より』トランスレーションズ・ユニット 訳. ニュー・エラ・パブリケーションズ・ジャパン, 2001.7
- 『基礎からわかる勉強の技術』トランスレーションズ・ユニット 訳. ニュー・エラ・パブリケーションズ・ジャパン, 2003.8
- 『学び方がわかる本 勉強は楽しい!!』日本使える学習法の会 編纂, トランスレーションズ・ユニット 訳. ニュー・エラ・パブリケーションズ・ジャパン, 2003.8
- 『親子で楽しむ学び方』代田恭之 総監修・編集代表, トランスレーションズ・ユニット 訳. ニュー・エラ・パブリケーションズ・ジャパン, 2007.9
- 『しあわせへの道』ブリッジ・パブリケーションズ, c2007
- 『サイエントロジーのエシックス入門』Bridge Publications, c2007
- 『サイエントロジー0-8 : 基本の書』Bridge Publications, c2007
- 『サイエントロジー人生への新しい視点』Bridge Publications, c2007
- 『仕事を楽しくする本 日常世界に適用するサイエントロジー』Bridge Publications, c2007
- 『サイエントロジー思考の原理』Bridge Publications, c2007
- 『ダイアネティックス55! 人間のコミュニケーションの完全マニュアル』Bridge Publications, c2007
- 『人間の能力の創造 サイエントロジストのためのハンドブック』Bridge Publications, c2007
- 『サイエントロジー8-8008』Bridge Publications, c2007
- 『サイエントロジー8-80 ホモ・サピエンス属における生命エネルギーの発見と増加』Bridge Publications, c2007
- 『サイエントロジー人間の歴史 人間に見られる主要な出来事のリストと概要』 Bridge Publications, c2007
- 『プリ・クリアーのためのハンドブック』Bridge Publications, c2007
- 『上級の手順と公理』Bridge Publications, c2007
- 『自己分析』Bridge Publications, c2007
- 『生存の科学 人間の振舞いに関する予測』Bridge Publications, c2007
- 『ダイアネティックス 心の健康のための現代科学』Bridge Publications, c2007
- 『ダイアネティックス科学の進化』Bridge Publications, c2007
- 『ダイアネティックス原論』Bridge Publications, c2007
- 『探検家ロン空と陸と海の冒険 前人未踏の地を行く飽くなき冒険心の足跡 (L. ロンハバードシリーズ 冒険家/探検家) Bridge Publications, [2012